# Анатомията на Грей
За едноименния телевизионен сериал вижте Анатомията на Грей (сериал).
„Анатомията на човешкото тяло на Хенри Грей“ (на английски: Henry Gray's Anatomy of the Human Body), известна като „Анатомията на Грей“ (Gray's Anatomy) е учебник по анатомия, смятан в англоговорещите страни за една от класическите творби в сферата на човешката анатомия. Книгата първоначално е издадена под заглавието „Анатомия на Грей: Описателна и хирургическа“ (Gray's Anatomy: Descriptive and Surgical) във Великобритания през 1858 г. и в САЩ на следващата. Авторът умира след второто издание от 1860 г., на възраст от 34 години, но работата му е продължена от други и на 24 ноември 2004 г. във Великобритания е издадена 39-ата редакция.
Тъй като авторскита права на изданието на книгата от 1918 г. са изтекли в САЩ, това издание е обществено достояние не само за САЩ, но и за останалата част от света и илюстрации от него могат, и активно се използват в Уикипедия.